# August von Werder
Karl Friedrich Wilhelm Leopold August Graf von Werder (ur. 12 września 1808 w Norkitten, obecnie Mieżduriecze, zm. 12 września 1888 w Gruszewie) – pruski generał. Stopień generała-porucznika uzyskał po wojnie między Prusami i Austrią, zwanej niekiedy wojną siedmiotygodniową. Dowodził w bitwie pod Strasburgiem, pod Villersexel.

## Życie
W 1825 August von Werder wstąpił do regimentu Garde du Corps i w 1826 został przeniesiony jako podporucznik do 1. Pieszego Regimentu Garde. W 1839 został nauczycielem Korpusu kadetów, dowodził również biurem topograficznym. Jako porucznik w 1842–1843 wziął dobrowolnie udział w wyprawie wojennej na Kaukaz. Po powrocie w 1846 został kapitanem w Sztabie Generalnym, później majorem w 33. Regimencie Piechoty. W 1853 został komendantem batalionu 40. Regimentu, w 1856 4. Batalionu Strzelców, a następnie podpułkownikiem 2. Pieszego Regimentu Gwardii.
W 1859 został powołany na stanowisko inspektora Strzelców oraz Konnego Korpusu Strzelców Polnych, w 1863 na generała dywizji, a w 1866 na generała broni. W 1866 dowodził 3. Dywizjonem w Jiczynie oraz Hradcu Králové. W 1870 dowodził w bitwie pod Strasburgiem i po kapitulacji Francuzów odznaczony został generałem piechoty. Utworzył 14. Korpus, z którym w październiku wtargnął do Franche-Comté i zajął Dijon. Po przegranej bitwie pod Villersexel w styczniu 1871 został internowany w Szwajcarii.
W 1879 przeszedł na emeryturę, obejmując honorowe dowództwo nad 30 Pułkiem Piechoty (4 Reńskim). Zmarł w 1888 w Gruszewie.

## Odznaczenia
- Królestwo Prus:
  - Order Czarnego Orła z Łańcuchem Orderowym,
  - Wielki Krzyż Orderu Czerwonego Orła z Mieczami i Liśćmi Dębu (22 stycznia 1871),
  - Wielki Komandor z Gwiazdą Orderu Królewskiego Domowego Hohenzollernów (22 września 1877),
  - Pour le Mérite z Liśćmi Dębu (18 stycznia 1871),
  - Pour le Mérite (20 września 1866),
  - Krzyż Wielki Orderu Krzyża Żelaznego (22 maja 1871)[a],
  - Order Krzyża Żelaznego I Klasy[a],
  - Order Krzyża Żelaznego II Klasy[a],
  - Kawaler Honoru Orderu Świętego Jana (Prusy) Baliwatu Brandenburskiego,
  - Krzyż Honorowy I Klasy Orderu Książęcego Domowego Hohenzollernów z Mieczami
- Wielkie Księstwo Badenii:
  - Order Wierności,
  - Krzyż Wielki Orderu Zasługi Wojskowej Karola Fryderyka (6 kwietnia 1871),
  - Krzyż Wielki z Mieczami i Brylantami Ordery Lwa Zeryngeńskiego (14 października 1875),
- Królestwo Bawarii:
  - Krzyż Wielki Orderu Zasługi Wojskowej (4 kwietnia 1871),
- Królestwo Wirtembergii:
  - Krzyż Wielki Orderu Korony Wirtemberskiej,
  - Krzyż Wielki Orderu Zasługi Wojskowej (1 lutego 1871),
- Wielkie Księstwo Hesji:
  - Krzyż Wielki Orderu Ludwika,
- Wielkie Księstwo Meklemburgii-Schwerin:
  - Krzyż Zasługi Wojskowej (Meklemburgia) I Klasy (4 grudnia 1866),
- Księstwo Nassau:
  - Komandor II klasy Orderu Zasługi Adolfa de Nassau z Mieczami (16 kwietnia 1861),
- Księstwo Schwarzburg-Rudolstadt:
  - Krzyż Honoru I Klasy Księstwa Schwarzburgu(inne języki),
- Austria:
  - Komandor Orderu Leopolda (19 grudnia 1863),
- Rosja:
  - Order Świętego Aleksandra Newskiego (20 czerwca 1871),
  - Order Orła Białego,
  - Order Świętego Jerzego III Klasy (30 października 1870),
  - Order Świętego Włodzimierza IV Klasy,
  - Order Świętej Anny I Klasy,
  - Order Świętego Stanisława I Klasy (11 czerwca 1864),
  - Krzyż Za służbę na Kaukazie.

Z okazji 50-lecia służby 15 kwietnia 1879 roku otrzymał tytuł hrabiowski.
Otrzymał Honorowe Obywatelstwo Gräfrath (obecnie część Solingen).

## Upamiętnienie
Jego imieniem nazwano:
- 30 Pułk Piechoty im. Hrabiego Werdera (4 Reński),
- koszary wojskowe w Saarlouis,
- ulice w Saarlouis, Berlinie, Heidelbergu, Dillingen/Saar, Herne, Solingen, Augsburgu,
- plac w Karlsruhe.

We Fryburgu Bryzgowijskim na jego cześć ustawiono pomnik.